# Rautaruukki
Rautaruukki Corporation était une entreprise finlandaise qui fournissait des services et des composants métalliques, des systèmes autonomes ou intégrés à destination des industries de la construction et de l'ingénierie mécanique. 

## Histoire
Depuis 2004, le groupe utilise le nom commercial Ruukki.  
En 2010, le groupe Ruukki a intenté une action en justice contre Rautaruukki pour son introduction du nom «Ruukki» adopté par le groupe Rautaruukki.
En avril 2013 , à la suite de longues procédures judiciaires, les entreprises Ruukki Group et Rautaruukki ont réglé leur différend concernant leur nom avec une compensation monétaire non publiée, et groupe Ruukki a changé son nom en Afarak Group dans les six mois suivants.
En janvier 2014, Rautaruukki est acquis par SSAB pour 1,6 milliard de dollars.
La fusion a été réalisée et Rautaruukki a été radié de la bourse le 20 novembre 2014.

## Organisation
L'entreprise rapporte selon 4 divisions :
3 divisions commerciales par segments clients :
- construction ;
- ingénierie ;
- métal.

et une division production qui sert essentiellement les 3 divisions commerciales.